# Liste der Baudenkmale in Wolfsburg-Almke-Neindorf
In der Liste der Baudenkmale in Wolfsburg-Almke-Neindorf sind alle Baudenkmale der niedersächsischen Ortschaft Wolfsburg-Almke-Neindorf aufgelistet. Die Quelle der  Baudenkmale ist der Denkmalatlas Niedersachsen. Der Stand der Liste ist der 26. März 2021.

## Allgemein
In den Spalten befinden sich folgende Informationen:
- Lage: die Adresse des Baudenkmales und die geographischen Koordinaten. Kartenansicht, um Koordinaten zu setzen. In der Kartenansicht sind Baudenkmale ohne Koordinaten mit einem roten Marker dargestellt und können in der Karte gesetzt werden. Baudenkmale ohne Bild sind mit einem blauen Marker gekennzeichnet, Baudenkmale mit Bild mit einem grünen Marker.
- Bezeichnung: Bezeichnung des Baudenkmales
- Beschreibung: die Beschreibung des Baudenkmales. Unter § 3 Abs. 2 NDSchG werden Einzeldenkmale und unter § 3 Abs. 3 NDSchG Gruppen baulicher Anlagen und deren Bestandteile ausgewiesen.
- ID: die Objekt-ID des Baudenkmales
- Bild: ein Bild des Baudenkmales, ggf. zusätzlich mit einem Link zu weiteren Fotos des Baudenkmals im Medienarchiv Wikimedia Commons. Wenn man auf das Kamerasymbol klickt, können Fotos zu Baudenkmalen aus dieser Liste hochgeladen werden:

## Almke

### Einzeldenkmale
| Lage                                           | Bezeichnung              | Beschreibung                                                                                       | ID       | Bild |
| ---------------------------------------------- | ------------------------ | -------------------------------------------------------------------------------------------------- | -------- | ---- |
| Am Kleifeld 9 52° 20′ 40″ N, 10° 51′ 31″ O     | Wohn-/Wirtschaftsgebäude | | 34252357 | BW   |
| Hölle 2 b/2c 52° 20′ 38″ N, 10° 51′ 23″ O      | Scheune                  | | 34252455 | BW   |
| Kapellenstraße 21 52° 20′ 40″ N, 10° 51′ 23″ O | Kapelle (Bauwerk)        | Kleiner Fachwerkbau in der Ortsmitte, erbaut Ende 17. Jahrhundert, Anbau im Westen 19. Jahrhundert | 34252381 |      |
| Kapellenstraße 28 52° 20′ 37″ N, 10° 51′ 21″ O | Wohn-/Wirtschaftsgebäude | Querdielenhaus, erbaut um 1870.                                                                    | 34252406 | BW   |
| Kuckuckstraße 1 52° 20′ 39″ N, 10° 51′ 10″ O   | Wohn-/Wirtschaftsgebäude | Querdielenhaus, erbaut Anfang 20. Jahrhunderts                                                     | 34252431 | BW   |

## Neindorf

### Gruppe baulicher Anlagen
| Lage                                           | Bezeichnung           | Beschreibung | ID       | Bild |
| ---------------------------------------------- | --------------------- | --- | -------- | ---- |
| Kirchstraße 13 52° 20′ 6″ N, 10° 50′ 14″ O     | Hofanlage             | Baudenkmal Gruppe | 34201042 | BW   |
| Zum Hasenwinkel 19 52° 20′ 4″ N, 10° 49′ 54″ O | Hofanlage             | Großer Dreiseithof mit Wohnhaus, Stall und Scheune, Fachwerk- und Ziegelbauten, einheitlich errichtet um 1880, mit Einfriedung und Hofpflaster. | 34201063 | BW   |
| Kirchstraße 52° 20′ 1″ N, 10° 50′ 8″ O         | Gruppe von Hofanlagen | Teils massiv, teils in Fachwerk errichtete Wohn- und Wirtschaftsgebäude des 18. bis frühen 20. Jahrhunderts                                     | 34201079 | BW   |

### Einzeldenkmale
| Lage                                           | Bezeichnung                   | Beschreibung                                                                                        | ID       | Bild |
| ---------------------------------------------- | ----------------------------- | --------------------------------------------------------------------------------------------------- | -------- | ---- |
| Am Schmiedeberg 8 52° 20′ 6″ N, 10° 49′ 48″ O  | Wohnhaus                      | Teil der ehemaligen Schmiede und Hofanlage, zweigeschossiger Fachwerkbau, erbaut wohl Mitte 19. Jh. | 34258721 | BW   |
| Kirchstraße 5 52° 20′ 1″ N, 10° 50′ 6″ O       | Wohnhaus                      | | 34258746 | BW   |
| Kirchstraße 5 52° 20′ 2″ N, 10° 50′ 6″ O       | Stall und Scheune             | | 34258771 | BW   |
| Kirchstraße 5 a 52° 20′ 2″ N, 10° 50′ 7″ O     | Wirtschaftsgebäude            | Zweigeschossiger Fachwerkbau, erbaut wohl 1. Hälfte 18. Jh.                                         | 34258797 | BW   |
| Kirchstraße 10 52° 20′ 1″ N, 10° 50′ 8″ O      | Wohn-/Wirtschaftsgebäude      | | 34258855 | BW   |
| Kirchstraße 11 52° 20′ 7″ N, 10° 50′ 9″ O      | Wohnhaus                      | | 34258881 | BW   |
| Kirchstraße 12 52° 20′ 2″ N, 10° 50′ 9″ O      | ehem. Saal- u. Gaststättenbau | Zweigeschossiger Fachwerkbau mit Saal im Obergeschoss, erbaut um 1880.                              | 34258905 | BW   |
| Kirchstraße 12 52° 20′ 2″ N, 10° 50′ 11″ O     | Scheune                       | Ziegel- und Fachwerkbau, erbaut um 1880.                                                            | 34258931 | BW   |
| Kirchstraße 13 52° 20′ 6″ N, 10° 50′ 14″ O     | Wohnhaus                      | | 34258957 | BW   |
| Kirchstraße 13 52° 20′ 7″ N, 10° 50′ 15″ O     | Scheune                       | Eingeschossiger Fachwerkbau, um 1873.                                                               | 34258982 | BW   |
| Kirchstraße 13 52° 20′ 6″ N, 10° 50′ 15″ O     | Stall                         | Eingeschossiger Fachwerkbau, um 1873.                                                               | 34259008 | BW   |
| Kirchstraße 18 52° 20′ 6″ N, 10° 50′ 9″ O      | Kirche (Bauwerk)              | | 34259034 |      |
| Maschhalbe 2 52° 20′ 1″ N, 10° 50′ 9″ O        | Stall/Scheune                 | Zweigeschossiges langgestrecktes Nebengebäude, erbaut Ende 19. Jh., teilweise verändert.            | 34258827 | BW   |
| Maschhalbe 2 52° 20′ 1″ N, 10° 50′ 8″ O        | Brunnen                       | | 34259229 | BW   |
| Zum Hasenwinkel 15 52° 20′ 4″ N, 10° 49′ 56″ O | Wohn-/Wirtschaftsgebäude      | Querdielenhaus, Fachwerkbau, erbaut um 1870.                                                        | 34259084 | BW   |
| Zum Hasenwinkel 19 52° 20′ 4″ N, 10° 49′ 53″ O | Wohnhaus                      | Fachwerkbau, erbaut um 1880.                                                                        | 34259108 | BW   |
| Zum Hasenwinkel 19 52° 20′ 4″ N, 10° 49′ 55″ O | Stall                         | Stall eines Dreiseithofes, erbaut um 1880.                                                          | 34259133 | BW   |
| Zum Hasenwinkel 19 52° 20′ 4″ N, 10° 49′ 55″ O | Scheune                       | Scheune eines Dreiseithofes, erbaut um 1880.                                                        | 34259156 | BW   |
| Zum Hasenwinkel 32 52° 20′ 5″ N, 10° 49′ 56″ O | Scheune                       | Fachwerkbau mit Längsdiele, erbaut 18. Jh.                                                          | 34259179 | BW   |
| Zum Hasenwinkel 34 52° 20′ 6″ N, 10° 49′ 53″ O | Wohn-/Wirtschaftsgebäude      | | 34259205 | BW   |